# Margattea limbata
Margattea limbata är en kackerlacksart som beskrevs av Bei-Bienko 1954. Margattea limbata ingår i släktet Margattea och familjen småkackerlackor. Inga underarter finns listade i Catalogue of Life.